# Theridion melanostictum
Theridion melanostictum är en spindelart som beskrevs av O. Pickard-Cambridge 1876. Theridion melanostictum ingår i släktet Theridion och familjen klotspindlar. Inga underarter finns listade i Catalogue of Life.